# Nemyslovice
Nemyslovice település Csehországban, a Mladá Boleslav-i járásban. Nemyslovice Bezno, Chotětov, Kropáčova Vrutice és Velké Všelisy településekkel határos. Lakosainak száma 163 fő (2024. január 1.).

## Népesség
A település lakosságának változását az alábbi diagram mutatja:
| Lakosok száma | 284  | 371  | 362  | 215  | 136  | 145  | 144  | 148  | 145  | 163  |
|               | 1869 | 1900 | 1921 | 1961 | 1980 | 2011 | 2016 | 2019 | 2021 | 2024 |